# Angelo Graf von Courten

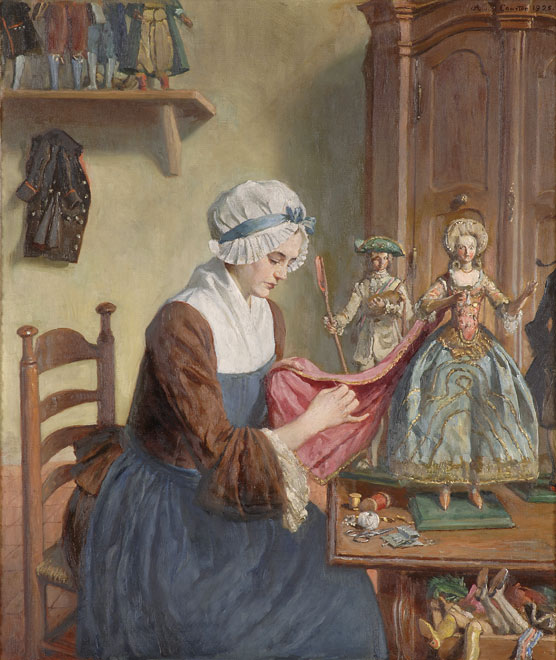
Angelo von Courten, la fabricante de poupées

Angelo von Courten, né le 10 janvier 1848 à Bologne et décédé le 15 décembre 1925 à Munich est un peintre allemand d’origine suisse.

## Biographie
Il est issu de l’ancienne famille suisse de Courten. Il est le fils d’un général de l’armée des États pontificaux. En 1867, il entre lui aussi au service de l’armée du pape, à laquelle il appartiendra jusqu’à la dissolution des États pontificaux en 1870. Il rend alors à Munich, où il continue ses études artistiques, qu’il avait commencé en Italie. Il devient l’élève de Karl von Piloty à Académie des beaux-arts de Munich. Il se fait connaître en tant que portraitiste et peintre de genre. Il aborde également des thèmes historiques et religieux. Son travail le plus important est sa participation à la décoration du château de Herrenchiemsee. On lui doit notamment des peintures du plafond de la Galerie des glaces et une peinture murale du salon de la paix.
En 1873, Angelo von Courten épouse Irene Athénaïs von Klenze (1850-1916), petite-fille de Leo von Klenze. Ils ont six enfants, dont Louis (1885-1969), qui suit les traces de son père.
Angelo von Courten vit jusqu'à sa mort à Munich. À partir des années 1890, il passe ses étés à Miesbach.